# Écouviez
Écouviez è un comune francese di 545 abitanti situato nel dipartimento della Mosa, nella regione del Grand Est.

## Società

### Evoluzione demografica
Abitanti censiti

## Simboli

Stemma del comune di Écouviez

Lo stemma del comune si blasona: interzato in pergola: al 1º d'azzurro alla conchiglia di San Michele d'oro, al 2º di rosso al fiore di ginestra d'oro gambuto e fogliato di verde, al 3º alla testa di leone di rosso, coronata, allumata e lampassata d'argento. 
Lo scudo è sostenuto da due tralci di vite di tanné, pampinosi di verde, fruttati d’azzurro passati in decusse.
Lo stemma, creato da Robert André Louis e Dominique Lacorde, venne adottato ufficialmente il 15 aprile 2015.
Il fiore di ginestra illustra il toponimo Écouviez, precedentemente Escouvye, che viene da escouve che derivava dal latino scopa, la "scopa" che una volta era di ginestra o di betulla.
La testa di leone è, con gli smalti invertiti, quella della famiglia di Aigremont i cui membri diretti e quelli delle famiglie associate furono per lungo tempo signori di Écouviez. Fa ugualmente riferimento al fatto che prima del 1790 Écouviez dipendeva dal Lussemburgo francese, nella prevostura di Montmédy.
La conchiglia di San Michele, una conchiglia vista dal lato concavo, rappresenta il patrono della comunità cristiana della città.
Gli smalti di azzurro e oro ricordano le insegne del dipartimento della Mosa da cui dipende il comune.
I rami della vite ricordano l'importanza dei vigneti di Écouviez.